# Peter Prodromou
Panagiotis "Peter" Prodromou, född 14 januari 1969, är en brittisk ingenjör som är teknisk direktör för aerodynamik för det brittiska Formel 1-stallet McLaren sedan den 23 mars 2023.
År 1991 inledde han sin yrkeskarriär inom motorsport och Formel 1 när han började arbeta för McLaren och år 2000 blev han deras chefsaerodynamiker. År 2006 lämnade han och chefsdesignern Adrian Newey McLaren i förmån av att arbeta för Red Bull Racing, Prodromou fick liknande arbetssysslor som han hade tidigare. Åren 2010–2013 vann Red Bull och Prodromou fyra raka förar- och konstruktörsmästerskap. I oktober 2013 bekräftade McLarens stallchef Martin Whitmarsh att de hade skrivit kontrakt med Prodromou om att han skulle återvända till McLaren. Red Bull vägrade dock att släppa honom i förtid innan hans kontrakt hade gått ut. Året efter hade McLaren också lyckats locka över Red Bulls Dan Fallows men det blev efterspel även denna gång. I juni 2014 kunde stallen komma överens om en förlikning, där Fallows stannade kvar i Red Bull medan Prodromou kunde ansluta sig till McLaren tidigare än vad det hade sagts, närmare bestämt den 15 september. Den här gången som chefsingenjör medan i senare skede fick han yrkestiteln CTO för aerodynamik.
Den 23 mars 2023 meddelade McLaren att deras dåvarande tekniska direktör James Key skulle lämna F1-stallet och skulle ersättas av Neil Houldey, Prodromou och David Sanchez.
Prodromou är av grekisk-cypriotisk börd.